# Team Deathmatch
Team Deathmatch (timska borba smrti) je mod koji se najčešće upotrebljava u FPS video igrama. Veoma je sličan Deathmatchu, no za razliku od njega, igrači su podeljeni u dve ekipe koje imaju zajednički zbir ubistava. U ovom obliku igre najčešće nije dopušteno pucanje članova svog tima. Ako se to dogodi, čest način kažnjavanja je oduzimanje bodova timu ili izbacivanje tog igrača na određeno vreme iz tima.